# Harald Voetmann
Harald Voetmann, född 1978, är en dansk författare och översättare. Han gick på Forfatterskolen 1997–1999 och läste latin vid Köpenhamns universitet 2003–2006. Han gav ut fyra böcker med noveller och prosafragment 2000–2008. Han romandebuterade 2010 med Vågen, som handlar om Plinius den äldre och blev nominerad till Nordiska rådets litteraturpris och Kritikerpriset. I Kødet letter från 2012 skildrar han samtidens Köpenhamn med ibland groteska drag. Hans nästa roman Alt under månen tilldelades Kritikerpriset. Han mottog även Otto Gelsted-priset 2014.
Som översättare från latin till danska har han bland annat givit ut stycket Om mennesker og dyr från Plinius den äldres Naturalis Historia samt Petronius' Satyricon.

## Utgivet
- Kapricer, 2000
- Autoharuspeksi, 2002
- Teutoburger, 2005
- En alt andet end proper tilstand, 2008
- Vågen, 2010
- Kødet letter, 2012
- Alt under månen, 2014
- Syner og fristelser, 2015